# 曼諾樓站
曼諾樓站（英語：Manor House tube station）是倫敦地鐵皮卡迪利線的一個車站，位於哈克尼區和哈林蓋區的交界處。曼諾樓站位於第2及第3收費區的交界點。站名來自於附近地名。